# Larisa Judina
Larisa Judina (in russo Лариса Юдина?; Ėlista, 22 ottobre 1945 – Ėlista, 8 giugno 1998) è stata una giornalista russa direttrice del quotidiano d'opposizione Sovietskaya Kalmykia Sevodnya (Calmucchia Sovietica Oggi). Venne uccisa nella sua città natale l'8 giugno 1998.

## Formazione e carriera
Yudina nasce ad Ėlista, a nord-ovest del Mar Caspio, il 22 ottobre 1945. Studia giornalismo all'Università Statale di Mosca.
Dopo la laurea in giornalismo, Yudina lavora come corrispondente per il Molodyozh Kalmykii. e per la Sovietskaya Kalmykia Segodnya. Come giornalista, Yudina è costantemente molestata dalle autorità locali. Diviene infine direttrice del quotidiano, oltre che presidente della sezione locale del partito liberale Yabloko.

## Omicidio
Prima della sua morte, Yudina aveva pubblicato articoli in cui accusava di corruzione il presidente della repubblica calmucca, Kirsan Ilyumzhinov. 
Fu ritrovata morta l'8 giugno 1998 con molteplici ferite da arma da taglio e il cranio fratturato ad Elista, capitale della Repubblica di Calmucchia nella Federazione Russa, di ritorno dalla distribuzione dei quotidiani. Il corpo venne ritrovato nei pressi di uno stagno.
Tre uomini vennero incriminati e condannati per l'omicidio, ma il nome dei mandanti rimase ignoto. Due degli uomini che confessarono l'omicidio erano aiutanti di Kirsan Ilyumzhinov. Tuttavia non venne trovata prova che lo stesso Kirsan avesse ordinato l'assassinio di Yudina.